# Bom bướm

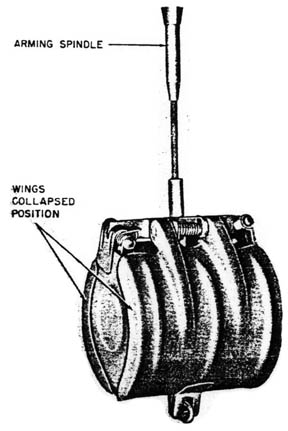
SD 2 - Đã đóng: fuze chưa được trang bị vũ khí

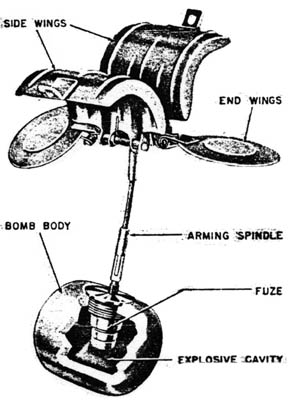
SD 2 - Mở: cánh đã lật mở và các sợi vít ở đế của trục chính vũ trang có thể nhìn thấy: bây giờ ngòi nổ được trang bị

Quả bom bướm (hoặc Sprengbombe Dickwandig 2 kg hoặc SD 2) là một một loại đạn chống người nặng 2 kg của Đức sử dụng bởi Không quân Đức trong Chiến tranh thế giới thứ hai. Nó được đặt tên như vậy bởi vì lớp vỏ kim loại hình trụ mỏng bên ngoài mở ra khi quả bom được triển khai mang lại cho nó vẻ ngoài hơi giống một con bướm lớn. Thiết kế rất đặc biệt và dễ nhận biết. Các quả bom SD 2 không được thả riêng lẻ, nhưng được đóng gói vào các thùng chứa từ 6 đến 108 viên đạn, ví dụ như bộ phân phối đạn phụ AB 23 SD 2 và AB 250-3. Các tiểu đơn SD 2 đã được phát hành sau khi container được thả từ máy bay và nổ tung. Bởi vì SD 2 luôn bị bỏ trong các nhóm (không bao giờ riêng lẻ), việc phát hiện ra một SD 2 chưa được mã hóa là một dấu hiệu đáng tin cậy cho thấy những cái khác đã bị rơi gần đó. Loại bom này là một trong những loại bom chùm đầu tiên từng được sử dụng trong chiến đấu và nó được chứng minh là một vũ khí có hiệu quả cao. Các thùng chứa bom mang bom SD 2 và thả chúng lên không trung có biệt danh là " Trứng quỷ " của phi hành đoàn trên không và mặt đất Luftwaffe.

## Miêu tả
Subunun SD 2 là 76 milimét (3,0 in)   xi lanh dài bằng gang, có đường kính lớn hơn một chút trước khi đôi cánh của nó được triển khai. Cáp thép 121 mm dài được gắn thông qua một trục chính với một ngòi nổ bằng nhôm được vặn vào túi ngòi ở bên cạnh quả bom. Lớp vỏ bên ngoài có bản lề và sẽ mở ra như hai nửa hình trụ khi nó bị rơi. Ngoài ra, cánh lò xo ở cuối sẽ lật ra. Các cánh ở cuối được đặt ở một góc với luồng không khí, làm cho trục chính (kết nối với ngòi nổ) ngược chiều kim đồng hồ khi quả bom rơi xuống. Sau khi trục quay đã quay khoảng 10 lần (một phần tự tháo ra khỏi quả bom), nó đã giải phóng một chốt nạp lò xo bên trong ngòi nổ, trang bị đầy đủ cho bom SD 2. Đôi cánh và trục chính vẫn gắn liền với quả bom sau khi ngòi nổ đã tự nổ, khi quả bom rơi xuống đất. Bom bướm chứa kleine Zündladung 34 (kl. Zdlg. 34 / Np với nắp nổ và 7 gram Nitropenta) và chất nổ chính gồm 225 gam chất nổ Füllpulver 60/40 (Amatol). Mật độ phân mảnh được tạo ra bởi SD 2 là 1 mảnh trên mỗi mét vuông trong bán kính 8 mét từ một quả bom SD 2 nổ trên mặt đất; Nhìn chung, cơ thể của SD 2 đã tạo ra khoảng 250 mảnh với khối lượng hơn 1 gram và số lượng mảnh vỡ nhẹ hơn vẫn còn nhiều hơn. Các mảnh vỡ thường gây chết người cho bất kỳ ai trong bán kính 10 mét (33 ft)   và có thể gây thương tích phân mảnh nghiêm trọng (ví dụ như vết thương ở mắt sâu) cách xa 100 mét (330 ft). Bom bướm thường được sơn màu vàng rơm (ngụy trang sa mạc), hoặc, nếu được trang bị DoppZ (41) hoặc (41) Một ngòi nổ, màu xanh đậm hoặc xám.
Bom bướm có thể được trang bị bất kỳ một trong ba ngòi nổ, được làm bằng nhôm và được đóng dấu với kiểu mô hình được bao quanh bởi một vòng tròn:
- 41 ngòi nổ – có một công tắc chọn bên ngoài với hai cài đặt. Cài đặt "Zeit" (thời gian) sẽ kích nổ quả bom trong không trung, khoảng 5 giây sau khi được trang bị vũ khí. Cài đặt "AZ" (tác động) kích hoạt phát nổ khi quả bom rơi xuống đất. Ngòi nổ được trang bị nếu nhìn thấy 4 sợi vít ở đế của trục chính vũ trang. Ngòi nổ này rất nhạy cảm với sự xáo trộn nếu công tắc chọn được đặt thành "Zeit" và quả bom không được giải mã. Cài đặt chuyển đổi cụ thể của bất kỳ loại ngòi nổ 41 nào có thể nhìn thấy rõ ở bên ngoài.
- 67 ngòi nổ – thời gian trễ đồng hồ. Thời gian kích nổ có thể được đặt trong khoảng từ 5 đến 30 phút sau khi tự vũ trang trong không khí. Ngòi nổ này cũng có một công tắc chọn bên ngoài để kích nổ. Cài đặt chuyển đổi cụ thể của bất kỳ loại ngòi nổ 67 nào đều có thể nhìn thấy rõ ở bên ngoài.
- 70 ngòi nổ – thiết bị chống xử lý (tức là bẫy booby) sẽ kích hoạt phát nổ nếu quả bom được di chuyển sau khi va chạm với mặt đất. Ngòi nổ được vũ trang nếu có thể nhìn thấy 3 ren vít ở đế của trục chính vũ trang.

Bom bướm trong một thùng chứa đạn có thể có hỗn hợp các loại fuz khác nhau được trang bị để tăng sự gián đoạn cho mục tiêu. Ngoài ra, khi một loại ngòi nổ duy nhất có hai chức năng vận hành được trang bị (ví dụ như loại 41), bom trong thùng chứa đạn có thể có hoặc cả hai cài đặt ngòi nổ có thể được chọn bởi phi hành đoàn mặt đất Luftwaffe. Các biến thể Fuze như 41A, 41B, 70B1, 70B2, v.v., cũng tồn tại. Những biến thể này được đưa vào túi ngòi thông qua khớp lưỡi lê (ngòi nổ được giữ tại chỗ thông qua hai kẹp thép) nhưng mặt khác có chức năng giống hệt nhau.
Như với bom chùm hiện đại hơn, nó không được coi là thiết thực để giải giáp bom bướm đã tự trang bị vũ khí đầy đủ nhưng không phát nổ. Điều này là do các fuz SD 2 được thiết kế có chủ ý cực kỳ khó khăn và nguy hiểm để đảm bảo an toàn một khi chúng đã tự vũ trang. Thay vào đó, quy trình an toàn kết xuất tiêu chuẩn cho bất kỳ quả bom bướm SD 2 chưa nổ nào là sơ tán khỏi khu vực trong ít nhất 30 phút (trong trường hợp quả bom được gắn một ngòi nổ thời gian loại 67), sau đó bao quanh nó bằng một vòng bao cát (để chứa vụ nổ) và phá hủy nó tại chỗ bằng cách kích nổ một lượng thuốc nổ nhỏ bên cạnh nó. Các giải pháp khác là gắn một sợi dây dài vào quả bom và kéo mạnh nó sau khi che đậy, hoặc cho bom ở vùng nông thôn mở, bắn vào chúng bằng súng trường từ khoảng cách an toàn.
Không phải tất cả các quả bom bướm SD 2 chưa nổ vẫn có cánh kèm theo. Trong một số trường hợp, đôi cánh đã rỉ sét và rơi ra. SD 2 sau đó giống như một hộp thiếc rỉ sét với một đĩa nhôm (ngòi nổ) ở bên cạnh, đôi khi có một cuống ngắn chiếu từ nó. Bất kể tuổi tác và tình trạng, tất cả các SD 2 chưa được mã hóa vẫn rất nhạy cảm với sự xáo trộn và có thể dễ dàng phát nổ.

## Sử dụng
Bom bướm lần đầu tiên được sử dụng chống lại Ipswich vào năm 1940, nhưng cũng được thả xuống Kingston trên Hull, Grimsby  và Cleethorpes vào tháng 6 năm 1943, trong số các mục tiêu khác ở Vương quốc Anh. Trung tá Eric Wakeling dẫn đầu việc giải phóng vật liệu chưa nổ ở Grimsby trong các Kỹ sư Hoàng gia.  Sau đó chúng được sử dụng để chống lại các lực lượng Đồng minh ở Trung Đông.     Chính phủ Anh cố tình đàn áp tin tức về thiệt hại và sự gián đoạn gây ra bởi bom bướm để tránh khuyến khích người Đức tiếp tục sử dụng. Vào ngày 28 tháng 10 năm 1940, một số quả bom bướm đã không tự trang bị vũ khí đúng cách đã được phát hiện tại Ipswich bởi các kỹ thuật viên pháp lệnh của Quân đội Anh Serg Serg Cann và Trung úy Taylor. Bằng cách vặn các thanh vũ trang trở lại các fuzes (tức là vị trí không vũ trang), họ có thể phục hồi các ví dụ an toàn của hệ thống vũ khí mới để cho phép người Anh chế tạo và hiểu cơ chế.     

SD 2 đã được sử dụng trong giai đoạn mở đầu của Chiến dịch Barbarossa, cuộc xâm lược của Đức vào Liên Xô, bắt đầu vào ngày 22 tháng 6 năm 1941. Hai mươi đến ba mươi chiếc máy bay đã được chọn để thả SD 2 và SD10 (10   kg đạn phụ) trên các sân bay chủ chốt của Liên Xô, một chuyến bay gồm ba máy bay được chỉ định cho từng lĩnh vực. Mục đích của các cuộc tấn công ban đầu này là gây ra sự gián đoạn và nhầm lẫn cũng như ngăn chặn sự phân tán của các máy bay Liên Xô cho đến khi cuộc tấn công chính được phát động. Được biết, Kampfgeschwader 51 đã mất 15 máy bay do tai nạn với SD 2 - gần một nửa tổng số tổn thất của Luftwaffe ngày hôm đó.
Mức tiêu thụ hàng tháng của SD 2 hàng tháng của SD 2 đã tăng từ 289.000 ví dụ vào mùa hè năm 1941 lên 436.000 vào tháng 7 năm 1943 và 520.000 vào tháng 8 năm 1943. Mức tăng này không đủ cao để phù hợp với nhu cầu của lãnh đạo cấp cao của Luftwaffe.
Bộ phân phối bom AB 250-2 có thể mang theo 144 khẩu súng chống người SD 2, hoặc 30 trong số các loại đạn SD-4 chống giáp. Trong khi AB 250-3 có thể mang 108 SD 2. Những chiếc AB 250 thường được mang theo bởi Focke-Wulf Fw 190 F / G, nhưng trên thực tế, chúng có thể được nâng lên bởi nhiều loại máy bay, bao gồm cả Me 262. Do sự can thiệp của Hitler, những máy bay chiến đấu dùng động cơ phản lực này đã bị ép buộc phục vụ như một Jabo (JagdBomber, máy bay ném bom chiến đấu), một vai trò mà chúng rất kém phù hợp. Đáng chú ý, những chiếc Me 262 đã được gửi trong các cuộc tấn công phiền toái chống lại Eindhoven vào đầu tháng 10, được nạp với các máy phát bom AB 250.
Cái chết cuối cùng được ghi nhận ở Anh từ một quả bom bướm của Đức ở Anh xảy ra vào ngày 27 tháng 11 năm 1956, hơn 11 năm sau khi kết thúc chiến tranh: Trung úy Herbert Denning của RAF đang kiểm tra SD 2 tại "nghĩa trang bom Upminster" (một số hố cát từ xa nằm ở phía Đông RAF Hornecl, nơi diễn ra công việc nghiên cứu và thử nghiệm xử lý vật liệu nổ) khi nó phát nổ. Ông chết vì mảnh đạn và vết thương vụ nổ tại Bệnh viện Oldecl cùng ngày.
Trên đảo Malta năm 1981, Paul Gauci, một người đàn ông Malta 41 tuổi, đã chết sau khi hàn một quả bom bướm vào một ống kim loại và sử dụng nó như một cái vồ, nghĩ rằng đó là một chiếc hộp vô hại. Phát hiện mới nhất về một quả bom như vậy là vào ngày 28 tháng 10 năm 2009, bởi một cậu bé 11 tuổi ở một thung lũng hẻo lánh gần một sân bay bị bắn phá nặng nề. Quả bom này đã được kích hoạt an toàn tại chỗ bởi Lực lượng Vũ trang Malta.

## Bộ sưu tập

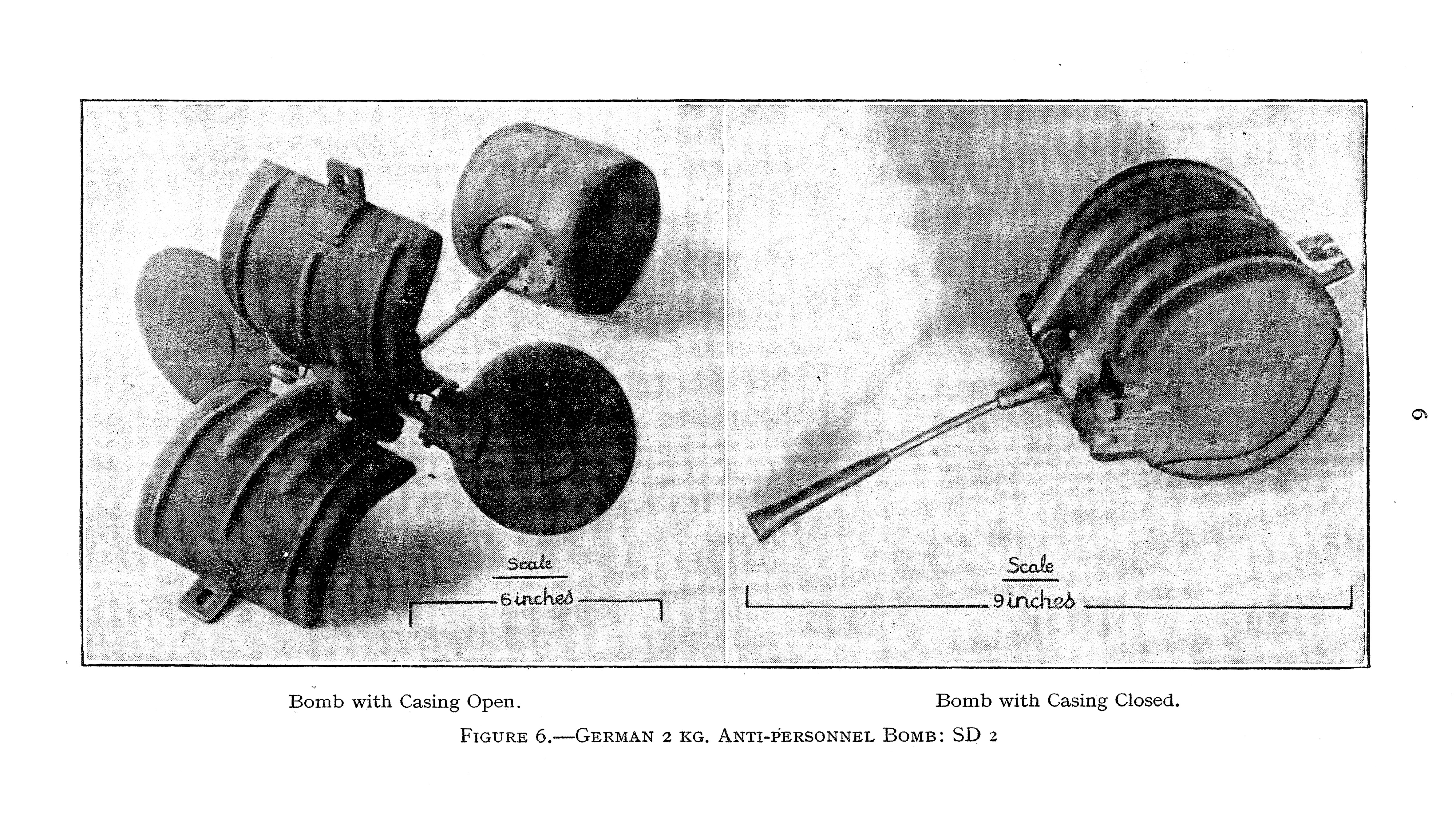
Ảnh chụp SD 2 từ Tờ giới thiệu huấn luyện phòng thủ dân sự số 2: Vật thể rơi từ trên không (Ấn bản thứ 3).
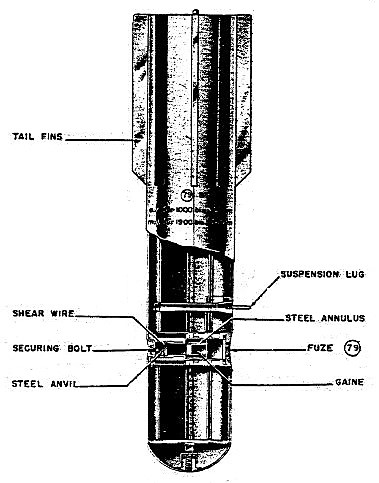
Bộ phân phối phụ AB 23.
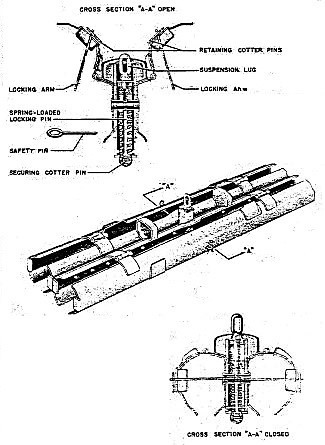
Bộ phân phối phụ AB 24T.
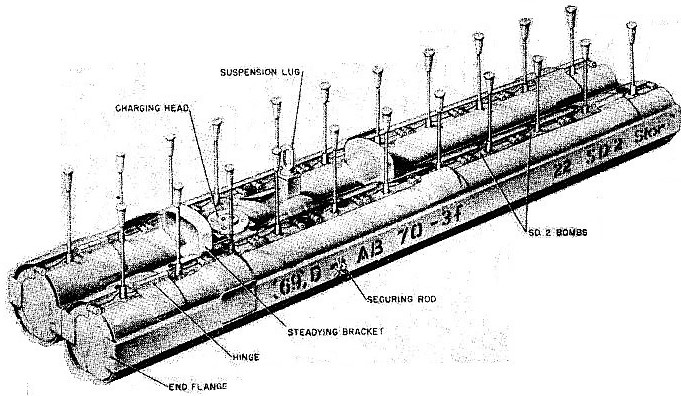
AB 70-3 bộ phân phối phụ.
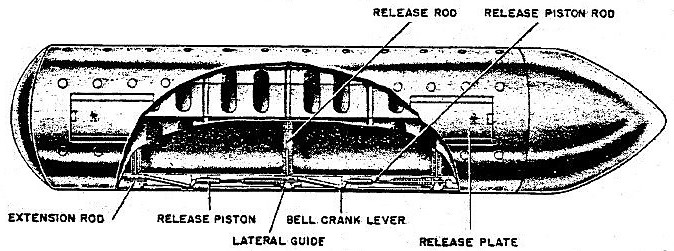
AB 250-1 bộ phân phối phụ.
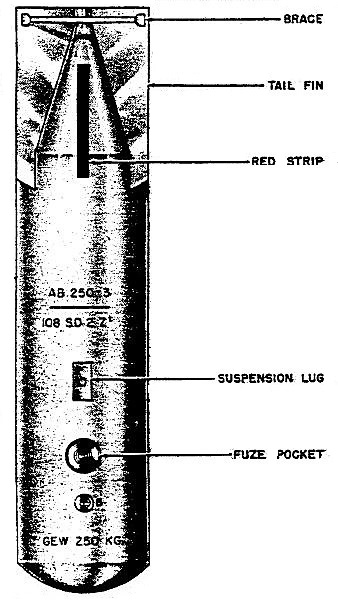
AB 250-3 bộ phân phối phụ.

## Bản sao của Hoa Kỳ
Hoa Kỳ đã sản xuất một bản sao của SD 2 để sử dụng trong Thế chiến II, Chiến tranh Triều Tiên và Chiến tranh Việt Nam, chỉ định nó là khẩu súng M83. ba loại ngòi nổ được sử dụng trên tiểu đơn vị M83 là các phiên bản sửa đổi một chút của các thiết kế ban đầu của Đức: -
- M128A1 - airburst hoặc tác động ngòi nổ. Phát nổ Airburst xảy ra 2,5 giây sau khi vũ trang. Phát nổ khi va chạm là tức thời. Cài đặt ngòi nổ được đánh dấu rõ ràng ở bên ngoài và được lựa chọn bởi phi hành đoàn mặt đất
- M130A1 - ngòi nổ thời gian đồng hồ với thời gian trễ từ 10, 20, 30, 40, 50 hoặc 60 phút. Không có dấu, nhưng có thể nhận ra bởi khớp nối hình vuông cho trục chính vũ trang
- M131A1 - ngòi nổ chống nhiễu. Phát nổ kích hoạt khi thiết bị bị xáo trộn. Không có dấu hiệu, nhưng có thể nhận ra bởi khớp nối hình ngũ giác cho trục chính vũ trang

Đồng 4 pound (1,8 kg)   Bom phân mảnh M83 được sử dụng trong bom chùm M28 và M29 của Mỹ. 

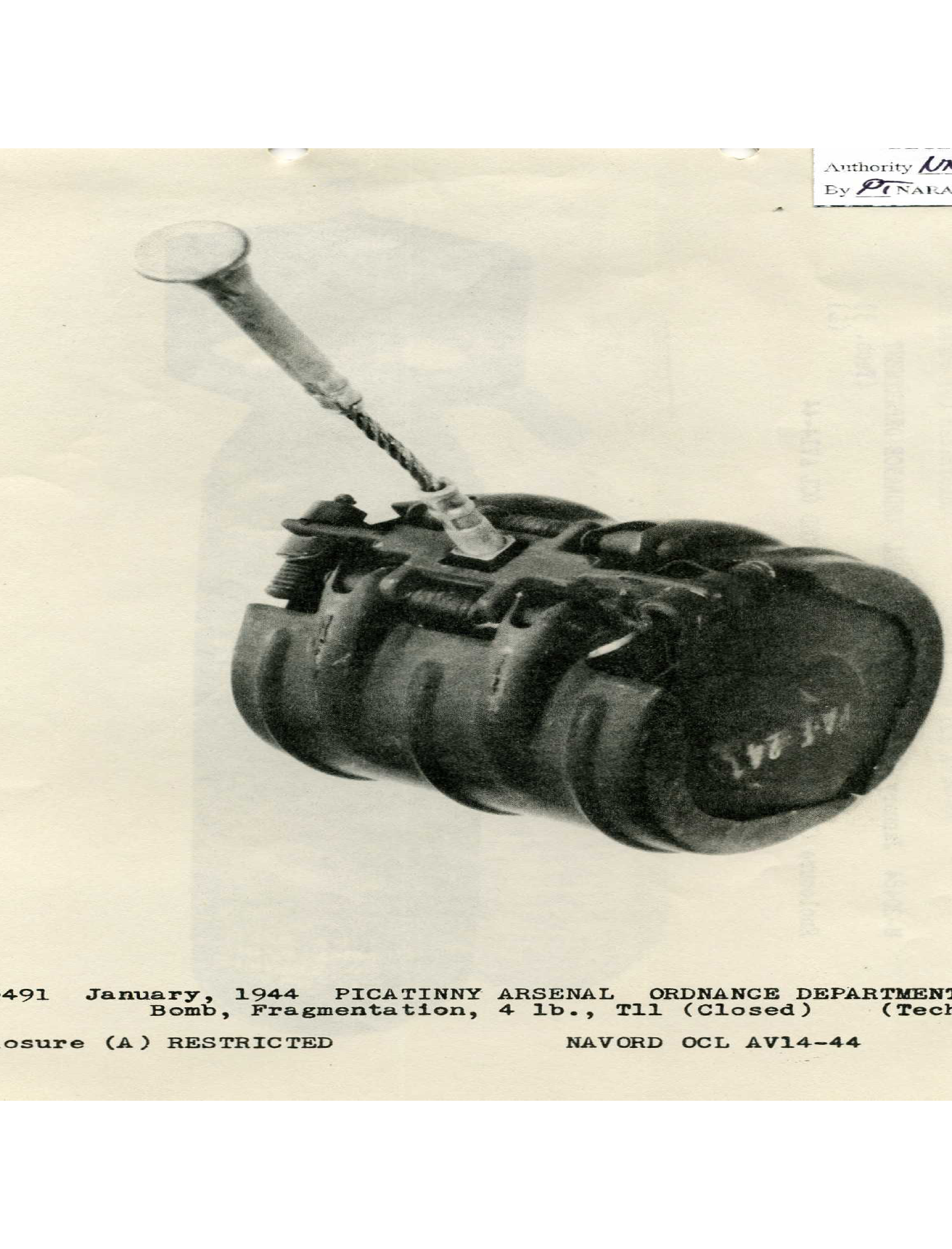
Bom chùm M83 của Mỹ có cánh khép lại. Ngòi nổ chưa tự vũ trang
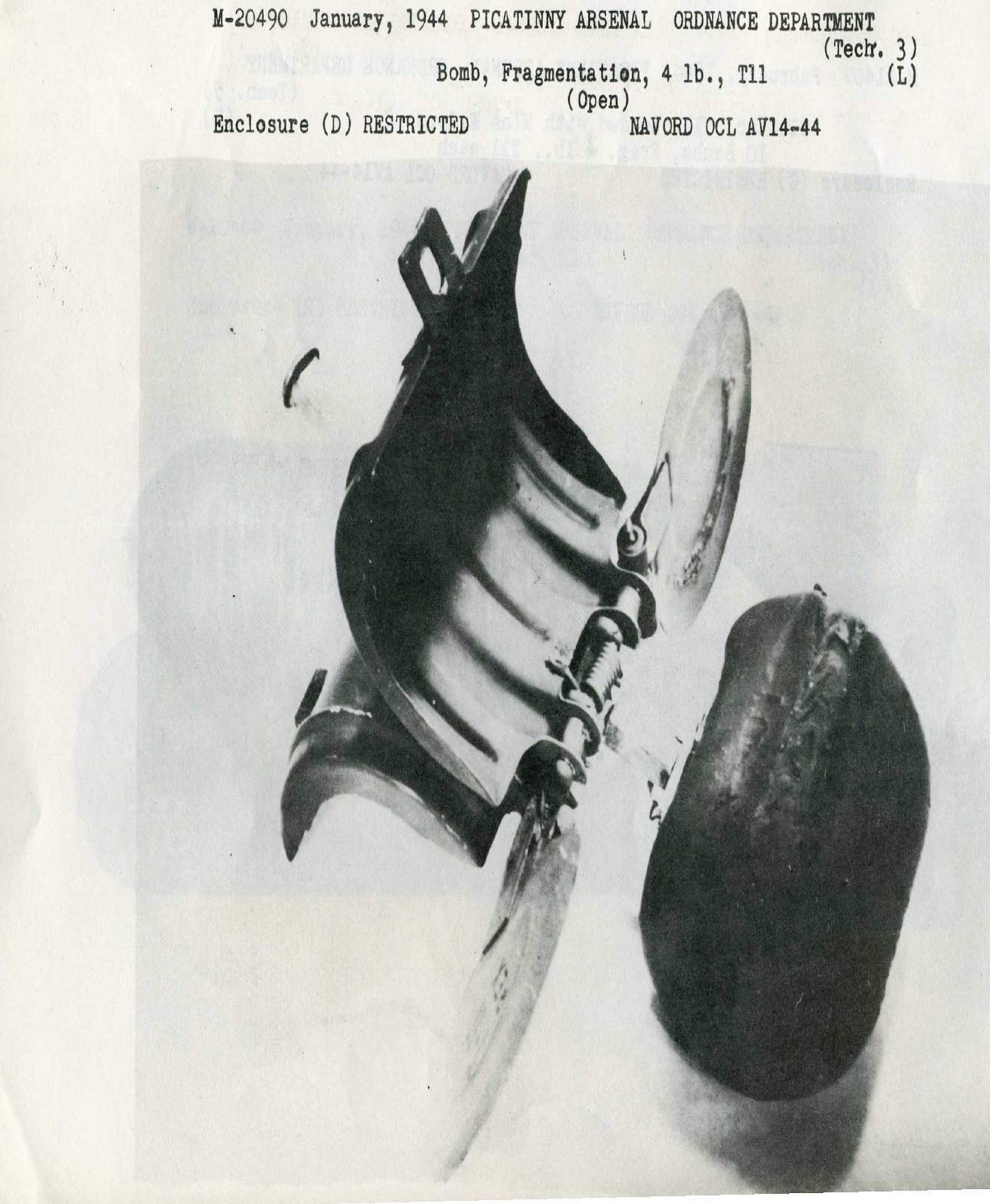
Bom chùm M83 của Mỹ có cánh được triển khai.
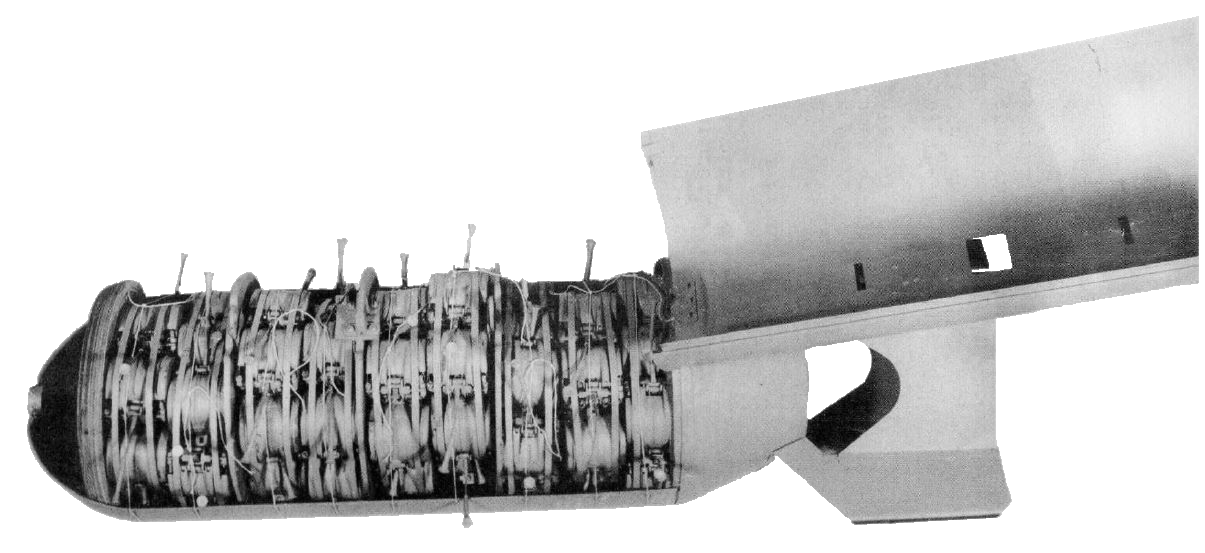
500   bom chùm M29 với chín mươi viên đạn M83 bên trong nó

## Nền Văn Hóa phổ biến
Tập phim "Butterfly Winter" của Danger UXB xoay quanh cuộc không kích của người Đức vào một ngôi làng nhỏ, rải rác những quả bom bướm khắp thị trấn và vùng nông thôn xung quanh. Mô tả tuyệt vời về các loại cầu chì bom được đưa ra, cũng như các mô tả thực tế về sự khéo léo của các đơn vị xử lý bom trong việc đối phó với chúng. Đáng chú ý, khi 347 Mục rời khỏi thị trấn sau khi nó được tuyên bố là không có bom, một quả bom bướm được hiển thị treo trên cành cây khi những chiếc xe tải của họ chạy qua.

## giới thiệu

### Trích dẫn
1. ↑  Rogers, James I. (21 tháng 6 năm 2013). “Remembering the terror the Luftwaffe's butterfly bombs brought to the North”. The Guardian (bằng tiếng Anh). ISSN 0261-3077. Truy cập ngày 9 tháng 2 năm 2017.
2. ↑  "Operation Barbarossa", Jonathan Garraway, Fly Past, Key Publishing, No. 359, June 2001, p. 70
3. ↑   (bằng tiếng Anh) |title= trống hay bị thiếu (trợ giúp)
4. ↑  Ratley III, Major Lonnie O. (March–April 1983). “A Lesson of History: The Luftwaffe and Barbarossa”. Air University Review. Bản gốc lưu trữ ngày 25 tháng 9 năm 2014. Truy cập ngày 17 tháng 4 năm 2020.
5. ↑  Price, Dr Alfred (Autumn 2003). “Pre-Emptive Strike”. Air Power Review. 6 (3).
6. ↑  Fleischer 2004, tr. 105.
7. ↑  Forsyth, Robert (2012). Me 262 Bomber and Reconnaissance Units. Osprey Publishing. pp 31. ISBN 978-1849087490.
8. ↑   https://web.archive.org/web/20120304162916/http://www.rafbdhistory.co.uk/new_page_6.htm. Bản gốc lưu trữ ngày 4 tháng 3 năm 2012. Truy cập ngày 14 tháng 5 năm 2012. |title= trống hay bị thiếu (trợ giúp)
9. ↑  “Boy Finds Lethal WWII Bomb in Qormi Valley”. Times of Malta. 29 tháng 10 năm 2009.
10. ↑  “NAVORD OCL AV14-44” (PDF). United States Navy via uxoinfo.com. Bản gốc (PDF) lưu trữ ngày 17 tháng 7 năm 2011.